# سامية موالفي
سامية موالفي سياسية جزائرية ونائب برلماني عن حزب جبهة التحرير الوطني عن ولاية بجاية دورة 2021، عينت عضوا في حكومة بن عبد الرحمان بمنصب وزيرة البيئة بتاريخ 7 جويلية 2021.